# Ліблінг
Ліблінг (рум. Liebling) — село у повіті Тіміш в Румунії. Входить до складу комуни Ліблінг.
Село розташоване на відстані 396 км на захід від Бухареста, 21 км на південь від Тімішоари.

## Населення
За даними перепису населення 2002 року у селі проживали 3090 осіб.
Національний склад населення села:
| Національність | Кількість осіб | Відсоток |
| -------------- | -------------- | -------- |
| румуни         | 2868           | 92,8%    |
| цигани         | 108            | 3,5%     |
| угорці         | 66             | 2,1%     |
| німці          | 32             | 1,0%     |
| словаки        | 8              | 0,3%     |
| українці       | 5              | 0,2%     |

Рідною мовою назвали:
| Мова      | Кількість осіб | Відсоток |
| --------- | -------------- | -------- |
| румунська | 2882           | 93,3%    |
| циганська | 105            | 3,4%     |
| угорська  | 58             | 1,9%     |
| німецька  | 29             | 0,9%     |
| словацька | 8              | 0,3%     |